# Neville Page

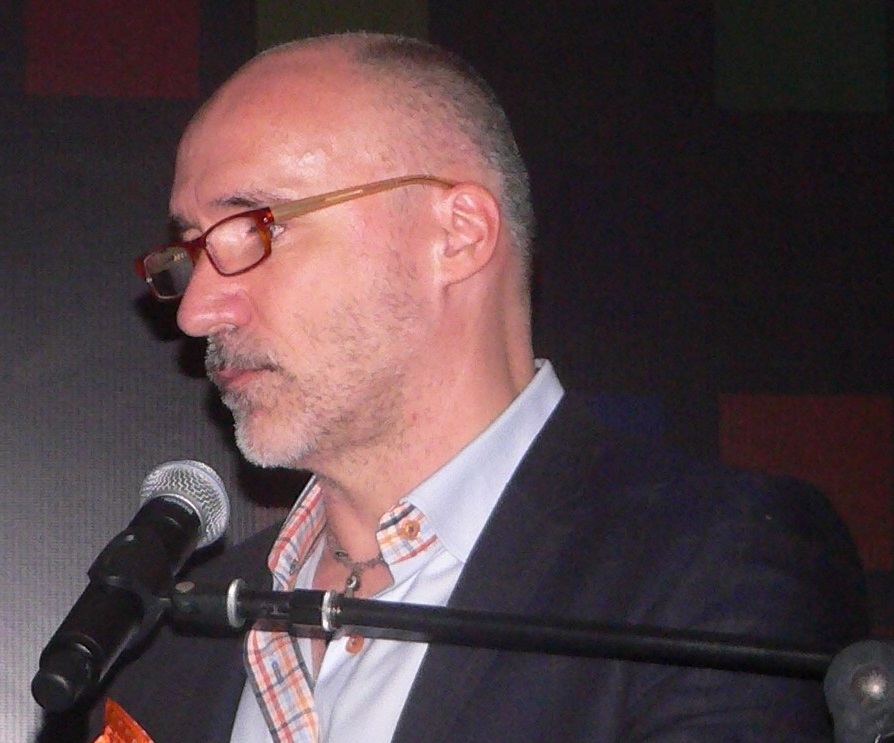
Neville Page en la Comic Con de 2014 en Sao Paulo.

Neville Page es un diseñador y artista de maquillaje británico para diversas criaturas de cine y televisión. Nacido en Inglaterra, fue criado en Mánchester, y después en Chicago, Illinois. Fue inspirado por las sagas de ciencia ficción, especialmente Star Wars, y junto con el artista del maquillaje Rick Baker, trabajó en Un hombre lobo americano en Londres. Neville se mudó a Hollywood a los 17 años, y obtuvo papeles como actor. Se graduó con honores en 1990 del Center College of Design Art con una licenciatura en diseño industrial, y pasó a enseñar a los estudiantes en Suiza. Centró su trabajo en consultoría de diseño junto con su socio de negocios Scott Robertson.
Ha trabajado como diseñador conceptual en numerosas películas, incluyendo Super 8, Watchmen, Star Trek, Tron: El legado, Cloverfield, y Avatar. En 2010 sus obras fueron presentadas en una exposición titulada "De la página a la pantalla: Carácter y Diseño de Criaturas de Neville Page" en el Museo de Arte de Oceanside. Se unió al panel de jueces en la serie de televisión de SyFy Face Off desde su tercera temporada junto a Ve Neill y Glenn Hetrick. Sus obras se presentaron nuevamente en el Museo de Arte de Oceanside en 2012 en una exposición titulada "La belleza de la bestia: Diseño de Criaturas por Neville Page", que destacó sus diseños en películas, incluyendo Linterna verde, Prometeo y Tron: El legado.

## Primeros años
Neville nació a mediados de los años 1960 en Inglaterra, creciendo en Mánchester, Inglaterra. Más tarde la familia se mudó a Chicago, Illinois. Desde su nacimiento estuvo rodeado de influencias artísticas: sus padres trabajaban como artistas de circo. Desde temprana edad fue motivado a seguir una carrera en la ciencia ficción por su aprecio por la saga Star Wars. Page fue inspirado por el artista del maquillaje Rick Baker, y su trabajo en el cine, incluyendo Un hombre lobo americano en Londres.
A los 17 años, Page se trasladó a Hollywood para buscar empleo en la actuación. Consiguió papeles menores en telenovelas, entre ellas Hospital General. Tomó cursos en el Centro de la Facultad de Diseño de Arte, y en 1989 para un clase de producción de diseño creó un aparato mecánico similar al utilizado por el personaje interpretado por Sigourney Weaver en la película Aliens. Recibió su licenciatura en diseño industrial de esa institución con honores en 1990. Después de su graduación, Page instruyó a los estudiantes en Suiza en la ubicación del Center College of Design Art. Junto con su compañero de estudios Scott Robertson, comenzó a trabajar en el campo de la consultoría de diseño.

## Carrera
Neville instruye a los estudiantes en la Escuela Gnomon de efectos visuales de Hollywood, además de en el Art Center College of Design, en Pasadena, California.
Ha trabajado como diseñador conceptual en numerosas películas, incluyendo Watchmen, Star Trek, Tron: El legado, Cloverfield, y Avatar. El director de Cloverfield Matt Reeves señaló que contrataron a Page para diseñar a la "criatura" que aparece en la película, al comentar, "Nos gustaría ir a su oficina y que tendríamos lo que cariñosamente se refería como su "Muro de terror." En la pared había todo tipo de bits de color, y ya que conseguimos estar más de cerca de pronto su interés se volvió hacia repulsión porque esas imágenes eran como las imágenes de los intestinos y los globos oculares y piezas de animales. Lo que estaba haciendo era tener una base biológica, evolutiva para cada aspecto de la criatura".
De julio a agosto de 2010, el Museo de Arte de Oceanside celebró una exposición de su trabajo. Bajo el título: "De la página a la pantalla: Carácter y Diseño de Criaturas de Neville Page", con obras de Page, incluyendo dibujos tridimensionales a lápiz, modelos y creaciones digitales. Page dijo que esperaba que la exposición instruyera al público sobre una faceta diferente de hacer cine, "El público en general tiende a asociar las películas con actores frente a las personas que conciben y diseñan y hacen las películas. Lo que está en exhibición es una pequeña faceta de lo que se necesita para hacer una película, una de las muchas marchas que participan en el mecanismo, ni más ni menos importante ... simplemente tan importante".
Neville ha servido como juez en la serie de televisión de SyFy Face Off. Se unió al panel de jueces de Face Off en la tercera temporada, que se lanzó en agosto de 2012. Sus compañeros jueces incluyeron a Ve Neill y Glenn Hetrick. Page regresó para la cuarta temporada en 2013. En octubre de 2012, Page había vuelto al Museo de Arte de Oceanside, con una exposición titulada "La belleza en la bestia: Creación de Criaturas por Neville Page". La exposición que duró diez semanas presentó 45 obras para varias películas, incluyendo Linterna verde, Prometeo y Tron: El legado. Fue el diseñador de criaturas para la película estadounidense de ciencia ficción de 2013 Star Trek: En la Oscuridad.

## Recepción
En el libro 2011 Star Wars vs. Star Trek: Could the Empire kick the Federation's ass? (Star Wars vs Star Trek: ¿Podría el Imperio patear el culo de la Federación?) Y otros enigmas de las galaxias, el autor Matt Forbeck caracteriza a Neville Page como un "gurú de las criaturas". El director de Cloverfield Matt Reeves habló muy bien de su trabajo con Page, "... él es un genio." Reeves caracteriza el trabajo de Page para la "criatura" en la película, "Se desarrolló de muchas maneras diferentes, y todo se redujo a lo que Neville estaba haciendo, que era increíble."
El North County Times se refirió a él observando "Page es uno de los artistas más reconocidos en la industria del entretenimiento por sus diseños icónicos." La directora de exposiciones y colecciones en el Museo de Arte de Oceanside, Teri Sowell, sobre la exposición del trabajo de Page dijo al San Diego Union-Tribune, "Estas criaturas están tan arraigadas en nuestra mente, las damos por sentado. Es realmente hecho a mano del arte." El director de cine JJ Abrams comentó sobre el trabajo de Neville en su película Super 8, "el diseñador de la criatura, Neville Page, hizo un trabajo increíble y creo que nos dio algo que tomó una tonelada de iteraciones pero realmente dio en el clavo".

## Filmografía

### Películas
| Año  | Película                                              | Rol                                                                                                | Director                                     |
| ---- | ----------------------------------------------------- | -------------------------------------------------------------------------------------------------- | -------------------------------------------- |
| 2000 | Men in Black: Alien Attack                            | El diseño de las criatura                                                                          | David C. Cobb, Lyonal Coleman, Linda Hassani |
| 2001 | El Planeta de los Simios                              | Accesorios                                                                                         | Tim Burton                                   |
| 2002 | Minority Report                                       | Diseñador Conceptual                                                                               | Steven Spielberg                             |
| 2004 | Garfield: La Película                                 | Desarrollo de personajes                                                                           | Peter Hewitt                                 |
| 2005 | Los Cuatro Fantásticos                                | Accesorios                                                                                         | Tim Story                                    |
| 2005 | Las Crónicas de Narnia: El León, La Bruja y el Ropero | Diseñador de criaturas                                                                             | Andrew Adamson                               |
| 2006 | Superman Returns                                      | Ilustrador de vestuario                                                                            | Bryan Singer                                 |
| 2008 | Cloverfield                                           | Diseñador de criaturas                                                                             | Matt Reeves                                  |
| 2009 | Watchmen                                              | Diseñador de criaturas                                                                             | Zack Snyder                                  |
| 2009 | Star Trek                                             | El diseñador de personajes; Jefe diseñador de criaturas; Actor: Romulano miembro de la tripulación | J. J. Abrams                                 |
| 2009 | Avatar                                                | diseñador de criaturas                                                                             | James Cameron                                |
| 2010 | Piranha 3D                                            | Diseñador de criaturas                                                                             | Alexandre Aja                                |
| 2010 | Tron: El legado                                       | Artista conceptual Principal                                                                       | Joseph Kosinski                              |
| 2010 | Just Wright                                           | Actor: Jellyfish Documenal narrado                                                                 | Sanaa Hamri                                  |
| 2011 | Super 8                                               | Diseñador de criaturas                                                                             | J. J. Abrams                                 |
| 2011 | Linterna Verde                                        | Diseñador de criaturas principal                                                                   | Martin Campbell                              |
| 2012 | Prometheus                                            | Artista conceptual                                                                                 | Ridley Scott                                 |
| 2013 | Oblivion                                              | Artista conceptual                                                                                 | Joseph Kosinski                              |
| 2013 | Star Trek: En la oscuridad                            | El principal diseñador de criaturas                                                                | J. J. Abrams                                 |
| 2014 | Noé                                                   | Diseñador de Criaturas y caracteres                                                                | Darren Aronofsky                             |

### Televisión
| Año  | Título        | Rol                                 | Notas                                                         |
| ---- | ------------- | ----------------------------------- | ------------------------------------------------------------- |
| 2011 | Terra Nova    | Diseñador de Criaturas y caracteres | Creadores: Kelly Marcel, Craig Silverstein                    |
| 2012 | Face Off      | Juez                                | Los productores ejecutivos: Michael Agbabian, Dwight D. Smith |
| 2013 | Falling Skies | Diseñador de Criaturas y caracteres | Creador: Robert Rodat                                         |

## Premios y nominaciones
| Año  | Premio                                    | Organización        | Película        | Categoría            | Resultado |
| ---- | ----------------------------------------- | ------------------- | --------------- | -------------------- | --------- |
| 2010 | ADG Excellence in Production Design Award | Art Directors Guild | Tron: El Legado | Película de fantasía | Nominado  |